# Netopýr Brandtův
Netopýr Brandtův (Myotis brandtii) je druh netopýra, vyskytující se v mírném pásmu Eurasie.
Patří k nejmenším druhům netopýrů; váží 4 až 9 gramů, délka těla činí 4 až 5 cm a délka předloktí 3 až 4 cm. Hřbet je zbarven hnědě, břicho je šedé, létací blány šedočerné. Ušní boltce mají délku 12 až 17 mm, tragus je úzký a tenký, dlouhý 5 až 8 mm, světle zbarvený. Netopýr Brandtův zimuje v jeskyních, v létě se ukrývá v dutinách stromů, v ptačích budkách nebo za okenicemi opuštěných domů. Živí se hmyzem (převážně můrami a motýly). Echolokační signály mají frekvenci okolo 50 kHz. Dožívá se nezvykle vysokého věku: na Sibiři byl na základě kroužkování zjištěn exemplář 38 let starý.
Netopýr Brandtův byl popsán už roku 1845 a pojmenován podle německého přírodovědce Johanna Friedricha von Brandta, ale dlouho byl pokládán za geografický poddruh netopýra vousatého. Teprve v roce 1970 dokázal český zoolog Vladimír Hanák, že jde o samostatný druh. Rozlišení je však obtížné — netopýr Brandtův je o něco větší než netopýr vousatý, má také lehce světlejší srst. U samců je výrazným znakem silnější penis.
Žije v pásmu podél padesáté a šedesáté rovnoběžky od Anglie po Ural, ostrůvkovitě se vyskytuje na Balkáně, Kavkaze a jižní Sibiři až po ostrovy Hokkaidó a Sachalin. V České republice je poměrně vzácný, jeho výskyt je omezen na hornaté a lesnaté oblasti. Největší zimní kolonie byla objevena nedaleko Malé Morávky.